# Kallbådan, Närpes
Kallbådan är en ö i Finland. Den ligger i den ekonomiska regionen  Sydösterbotten och landskapet Österbotten, i den sydvästra delen av landet, 300 km nordväst om huvudstaden Helsingfors.
Terrängen på Kallbådan är varierad.  I omgivningarna runt Kallbådan växer i huvudsak blandskog.